# Median Klinik Hohenlohe Bad Mergentheim

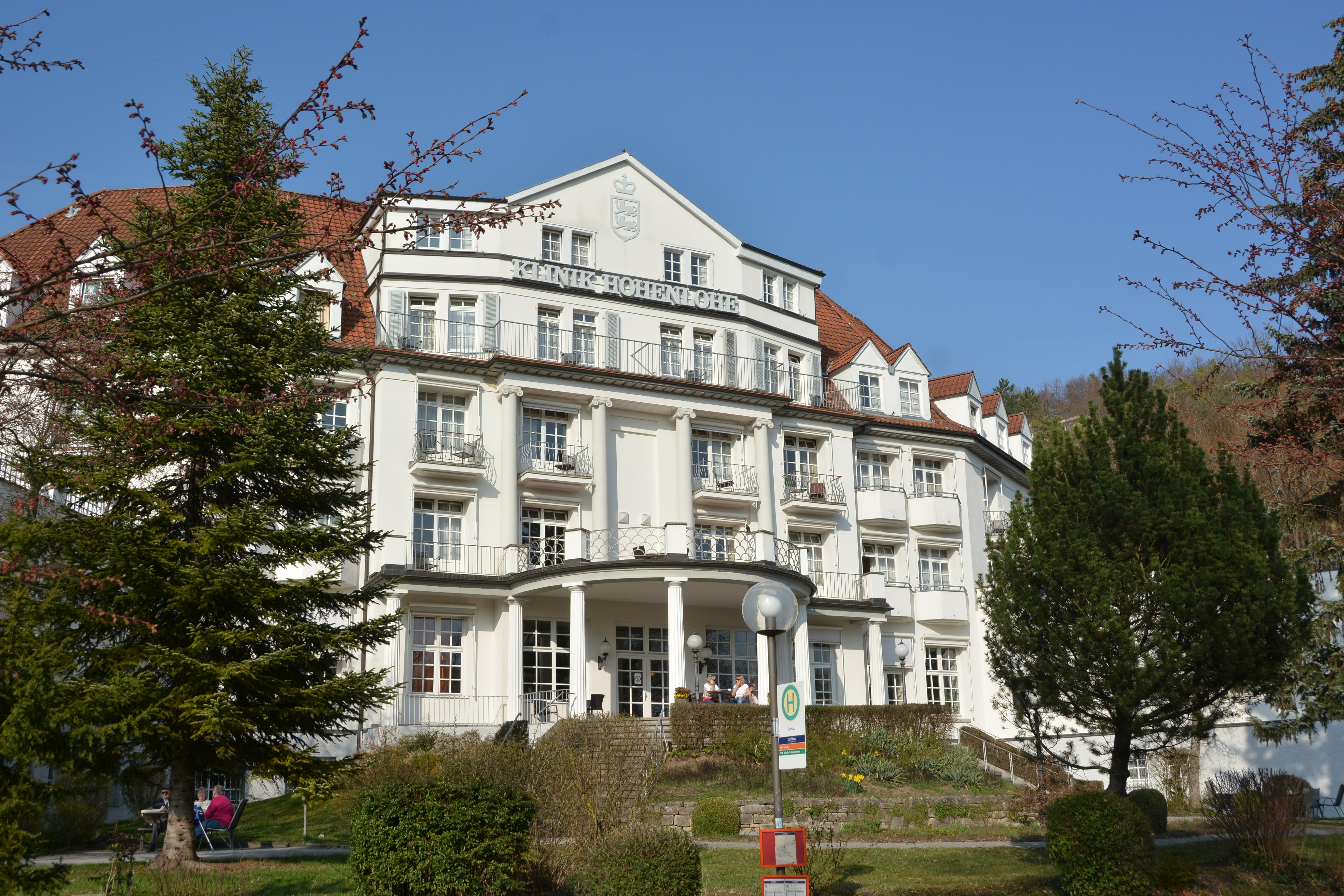
Median Klinik Hohenlohe

Die Median Klinik Hohenlohe ist eine Fachklinik für orthopädische und geriatrische Rehabilitation in Bad Mergentheim, Main-Tauber-Kreis. Sie zählt zur Gruppe der Median Kliniken. Sie ging aus der von 1913 bis 1914 erbauten „Kuranstalt Hohenlohe“ hervor. Die Klinik verfügt über 211 Betten. Die Median Klinik befindet sich in der Lothar-Daiker-Straße 1 und steht als Kulturdenkmal der Stadt Bad Mergentheim unter Denkmalschutz.

## Geschichte
Den Anstoß für den Bau gab der Zementfabrikant Friedrich Hübner. Am 18. August 1913 wurde die  „Kuranstalt Hohenlohe, für Verdauungs- und Stoffwechselkranke, Gesellschaft mit beschränkter Haftung“ ins Handelsregister des Amtsgerichts Mergentheim eingetragen. Das Stammkapital betrug 20.000  Mark. Als Geschäftsführer war Friedrich Hübner eingetragen. Beim Bau wurden 2800 Jahre alte Siedlungsreste aus der Bronzezeit gefunden. Im Mai 1914 erfolgte die Einweihung. Leitender Kurarzt in der Einrichtung und Mitinhaber war Karl Reicher. Im Ersten Weltkrieg diente das Haus als Lazarett. Der Nachfolger Reichers war von 1922 bis 1945 Gustav Leopold. Nach der Nutzung als Lazarett und Standort der US-amerikanischen Militärverwaltung wurde das Haus 1954 wiedereröffnet. Im März 2012 übernahm die RHM-Gruppe die Anlage.
Ende März 2020 wurden zunächst zwei Patienten positiv auf COVID-19 getestet. Die gesamte Klinik wurde unter Quarantäne gestellt. 120 Patienten und Mitarbeiter wurden positiv getestet.